# Sinal de stop

Sinal de paragem obrigatória utilizado no Brasil e em outros países da América Latina.

Sinal de paragem obrigatória utilizado em Portugal, na Itália e em outros países europeus.

Antigo sinal de paragem obrigatória utilizado em Portugal, na Itália e em outros países europeus até à década de 1970.

Sinal de stop ou sinal de pare (tecnicamente sinal de paragem/parada obrigatória no cruzamento ou entroncamento) é um sinal de trânsito que obriga o condutor a parar o veículo antes de entrar numa interseção rodoviária (cruzamento ou entroncamento), devendo ceder a passagem a todos os veículos que transitem na via em que vai entrar.

## Variantes
No Canadá, Estados Unidos da América, Reino Unido, África do Sul e outros países anglófonos, assim como na maior parte da Europa, incluindo Portugal, Espanha, França e Alemanha, o sinal apresenta-se com a palavra inglesa "STOP". No Brasil, assim como em muitos países da América Latina cuja língua oficial é o espanhol, é utilizada a inscrição "PARE". No México e em outros países da América Central, o sinal ostenta o termo "ALTO". Em muitos países não anglófonos, utiliza-se uma expressão equivalente na língua oficial local.

Argentina (em espanhol)
Armênia (em armênio e inglês)
Canadá (em francês e inglês)
Canadá (inglês)
Canadá (em francês)
Canadá (em cree)
Canadá (em inuit e inglês)
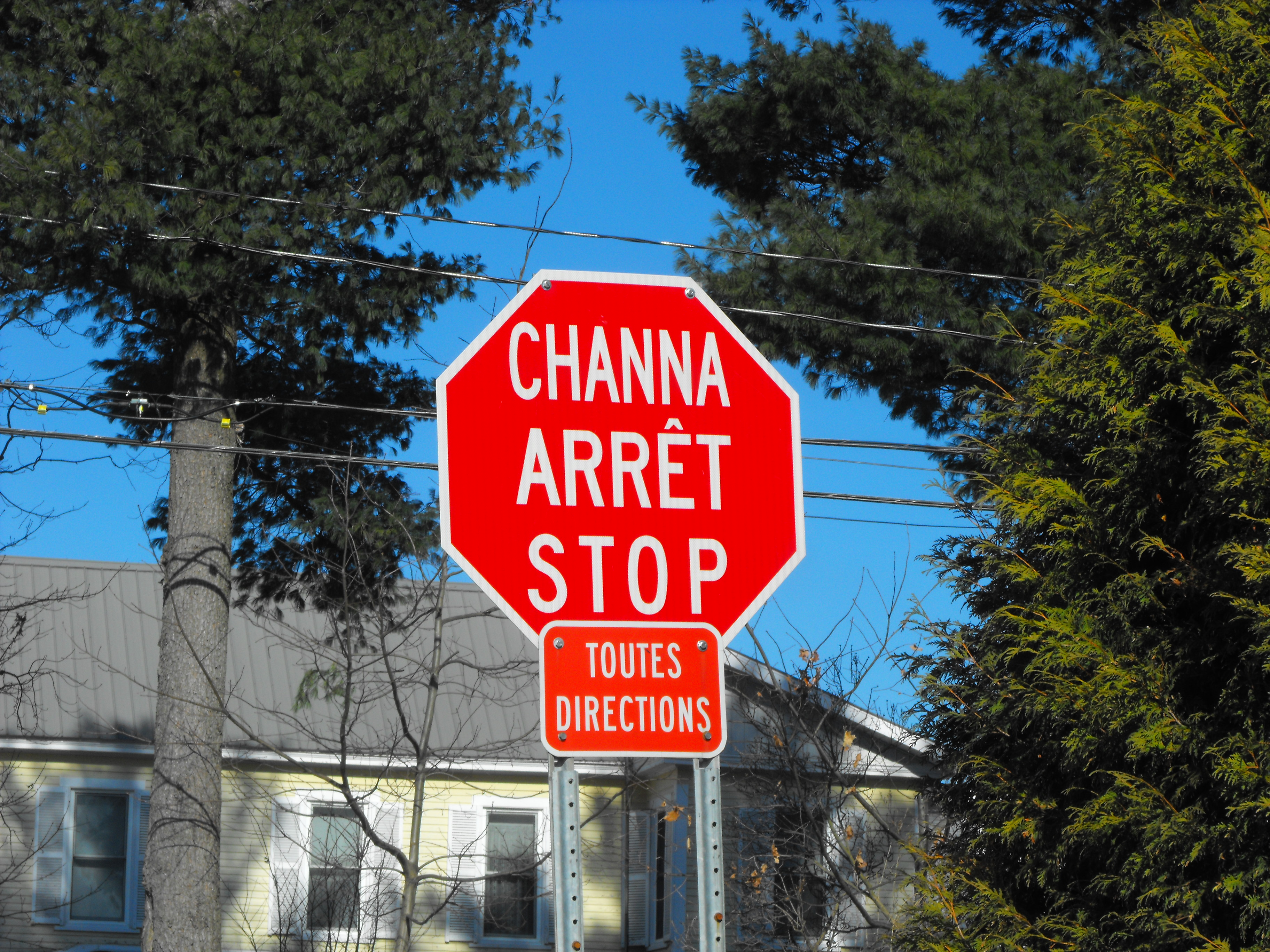
Canadá (em abenaki, francês e inglês)
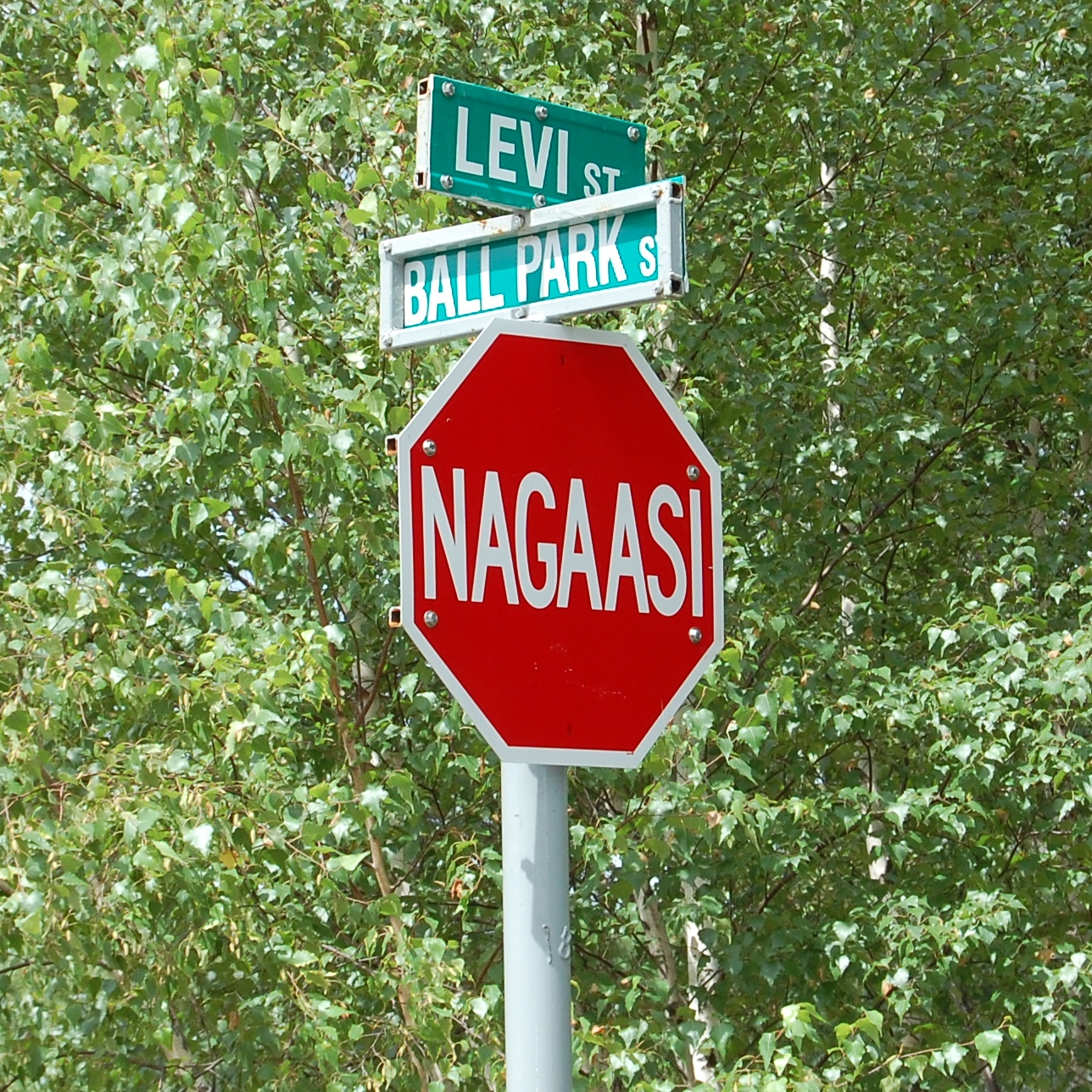
Canadá (em mi'Kmaq)
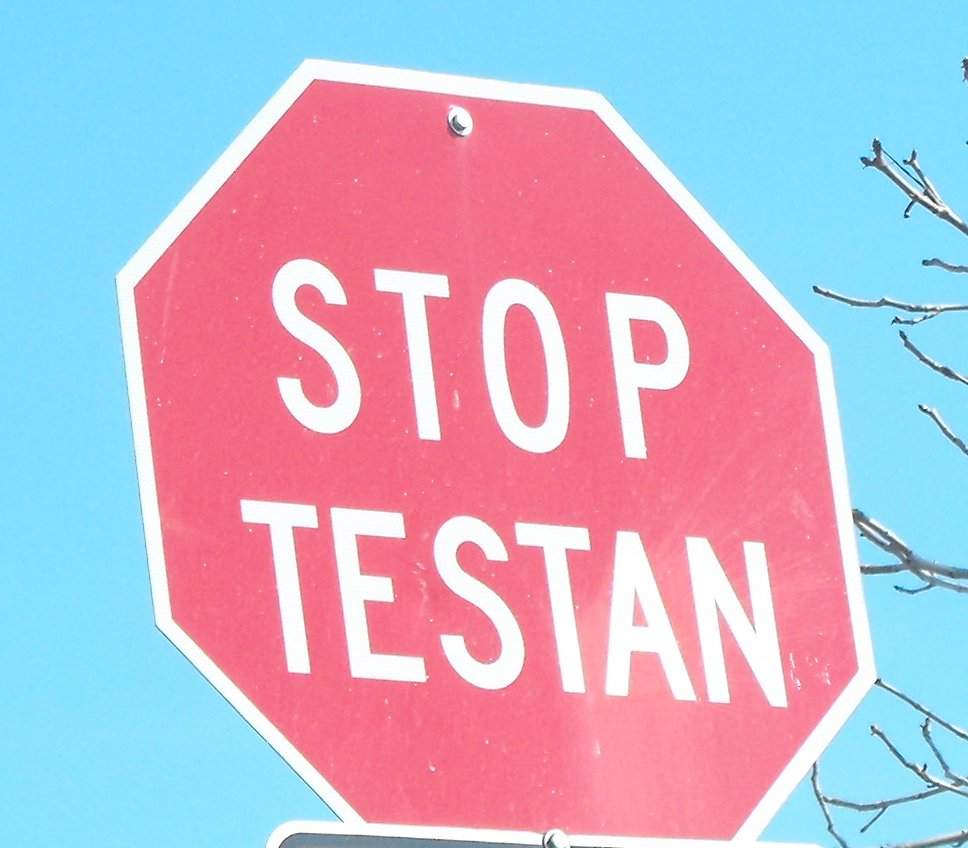
Canadá (em mohawk)
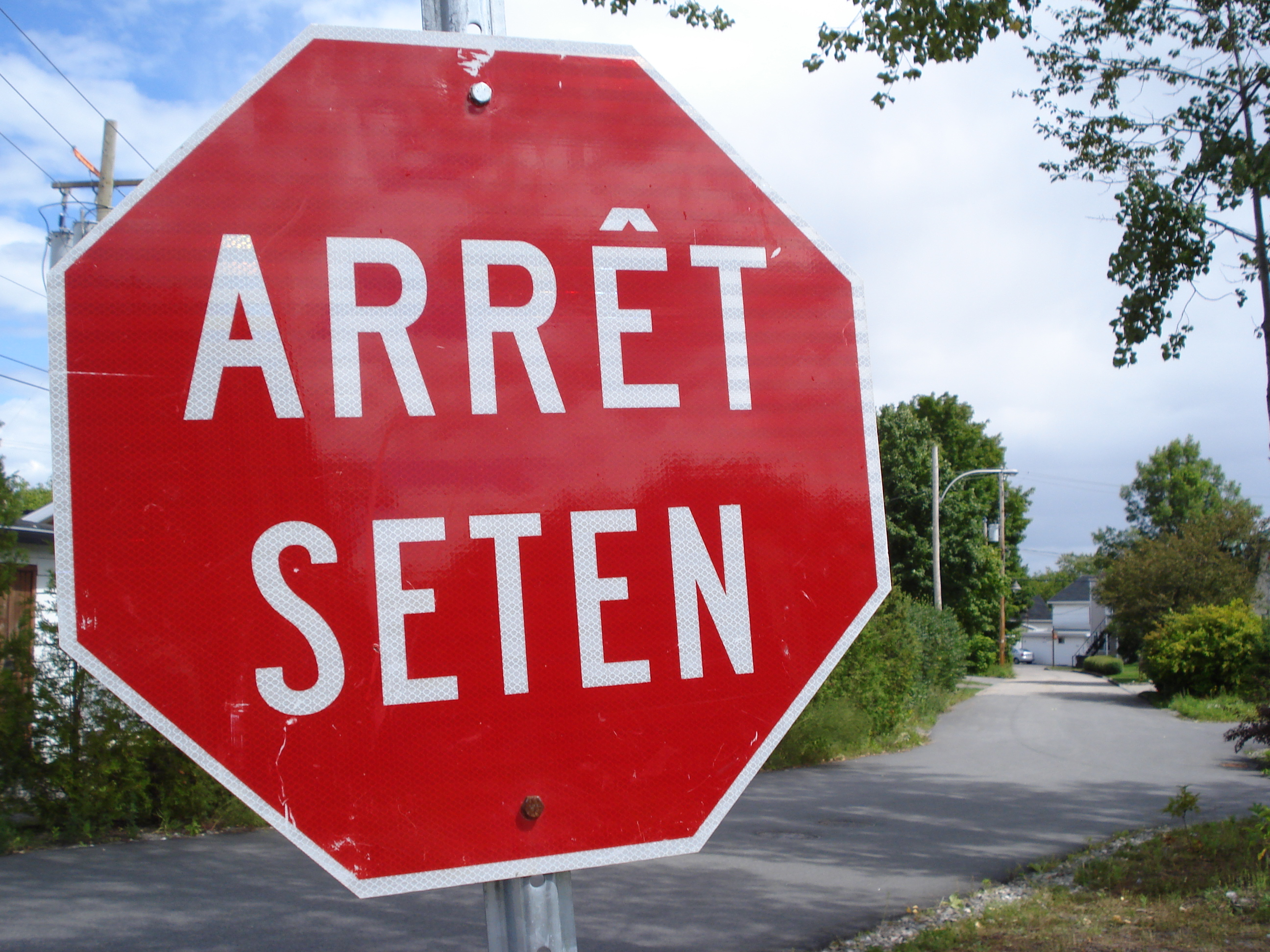
Canadá (em wendat)
Chile (em espanhol)
China (em chinês)
Coreia do Sul (em coreano e inglês)
Cuba (em espanhol)
Emirados Árabes Unidos (em árabe e inglês)
Equador (em espanhol)
Estados Unidos (em inglês)
Porto Rico (em espanhol)
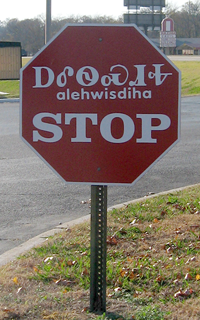
Estados Unidos (em cherokee)
Etiópia
Hong Kong (em inglês e chinês)
Irã (em persa)
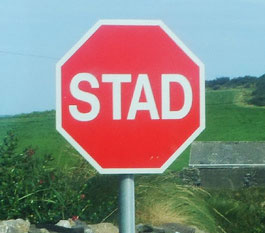
Irlanda (em irlandês)
Irlanda (em inglês)
Israel
Itália (em inglês)
Japão (em japonês e inglês)
Laos (em laosiano)
Líbia (em árabe)
Malásia (em malaio)
Macau (em inglês)
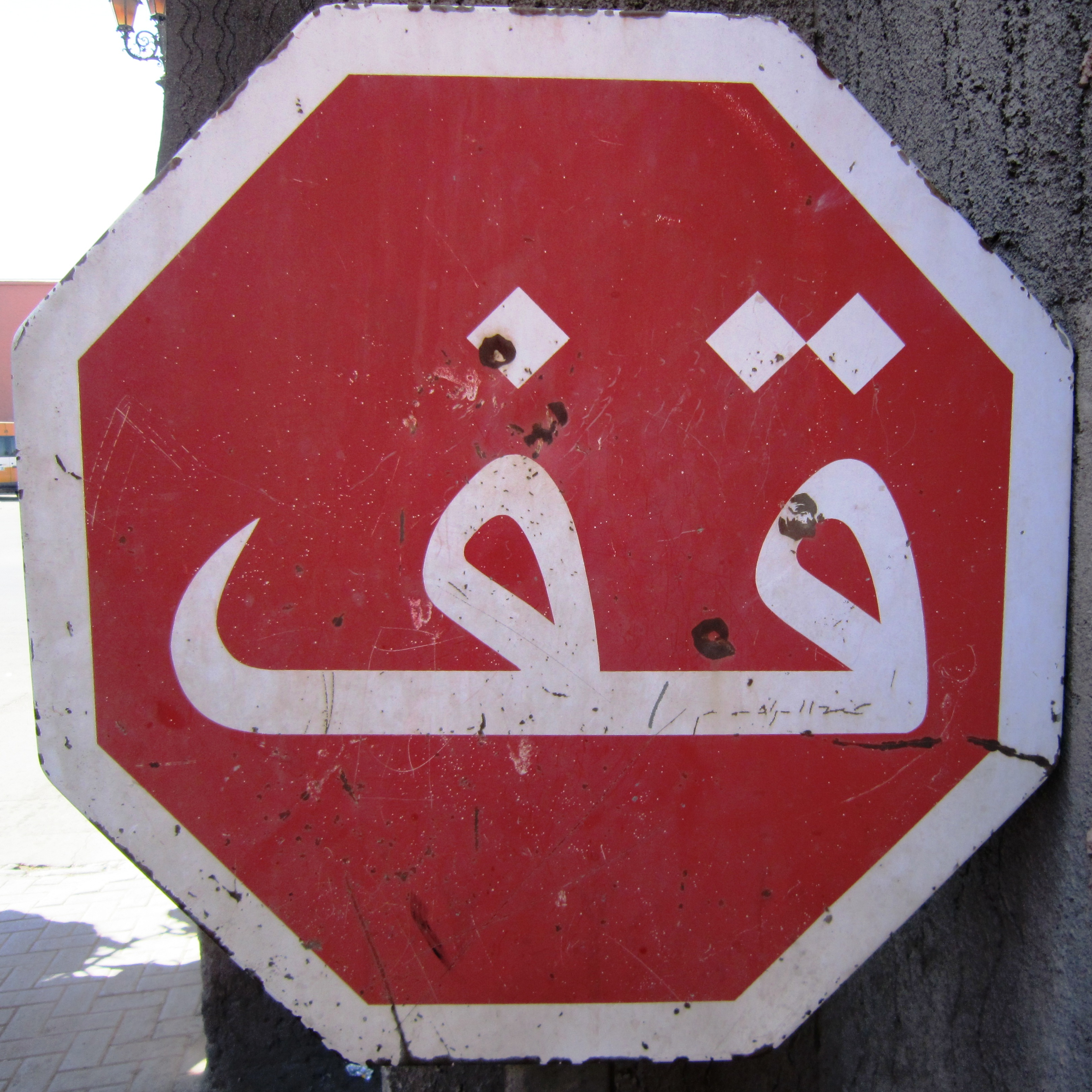
Marrocos (em árabe)
Marrocos (em árabe e berbere)
México (em espanhol)
Mongólia (em mongol)
Nepal
Nicarágua (em espanhol)
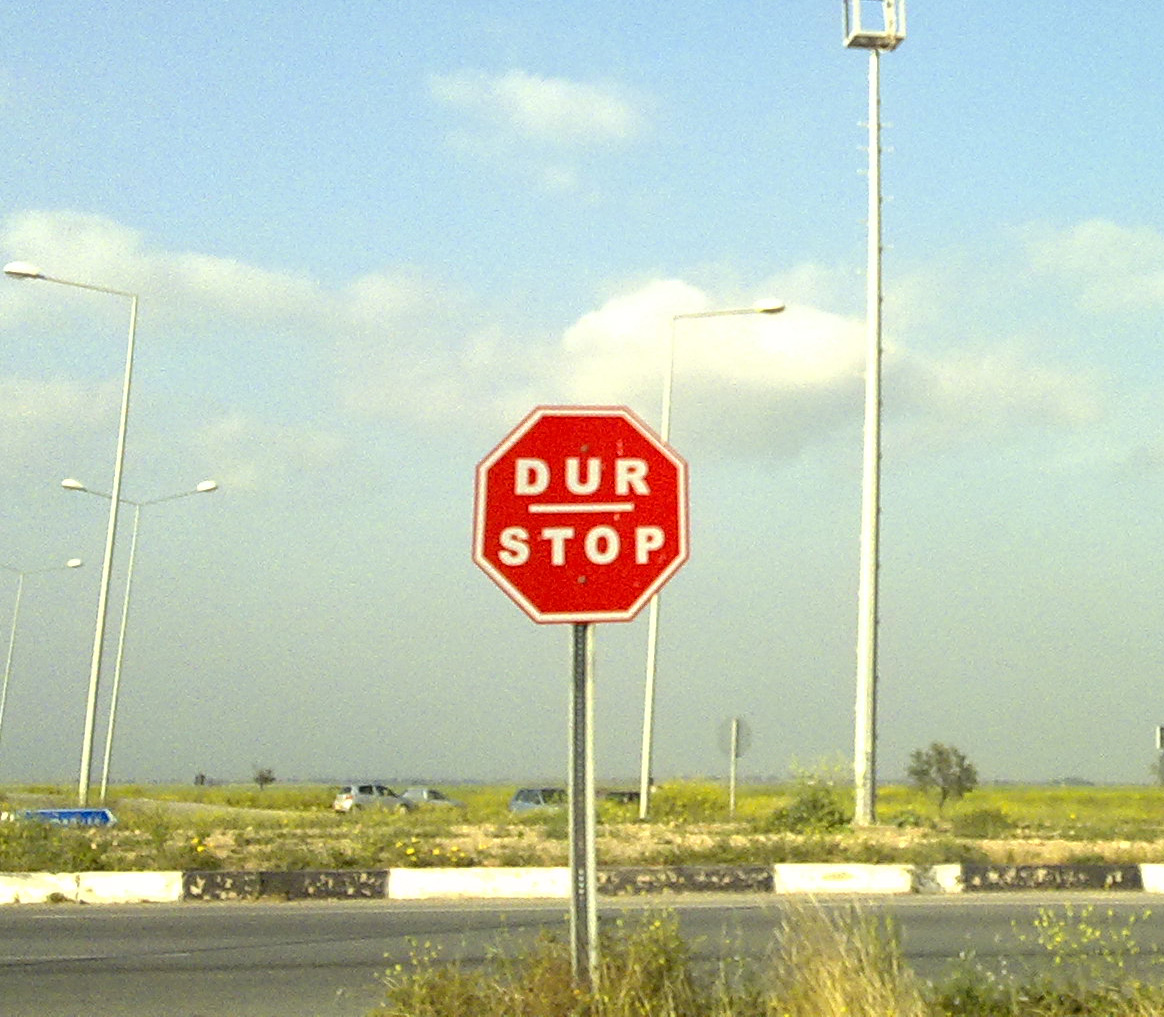
República Turca do Norte de Chipre (em turco e inglês)
Países Baixos (em inglês)
Paquistão
Panamá (em espanhol)
Polónia (em inglês)
Singapura (em inglês)
Tailândia (em tailandês)
Tonga (em inglês)
Turquia (em turco)
Venezuela (em espanhol)
Zimbábue (em inglês)